# Club Estudiantes de La Plata
El Club Estudiantes de La Plata o simplement Estudiantes és un club esportiu, destacat en futbol, de La Plata (ciutat de l'Argentina) a la Província de Buenos Aires.

## Història
El club va ser fundat el 4 d'agost de 1905 per estudiants universitaris que es van separar del Gimnasia y Esgrima de La Plata, el qual afavoria els esports d'interior en lloc del futbol. La seva samarreta és vermella i blanca a franges verticals, en honor del club Alumni, equip que dominà el futbol argentí durant aquells anys, amb pantaló negre.
El 25 de desembre de 1907 inaugurà el seu estadi a la Primera Avinguda. Anteriorment a l'eclosió del professionalisme guanyà el seu primer títol de lliga l'any 1913. Quan l'any 1931, el professionalisme fou adoptat a l'Argentina, Estudiantes tenia una destacada alineació ofensiva formada per Lauri, Scopelli, Zozaya, Ferreyra i Guayta, coneguts com Los Profesores i que meravellà el futbol argentí durant aquells anys.
El 1937 inaugurà els sistema d'enllumenat elèctric, pioner al país, que permeté que es disputessin partits nocturns.

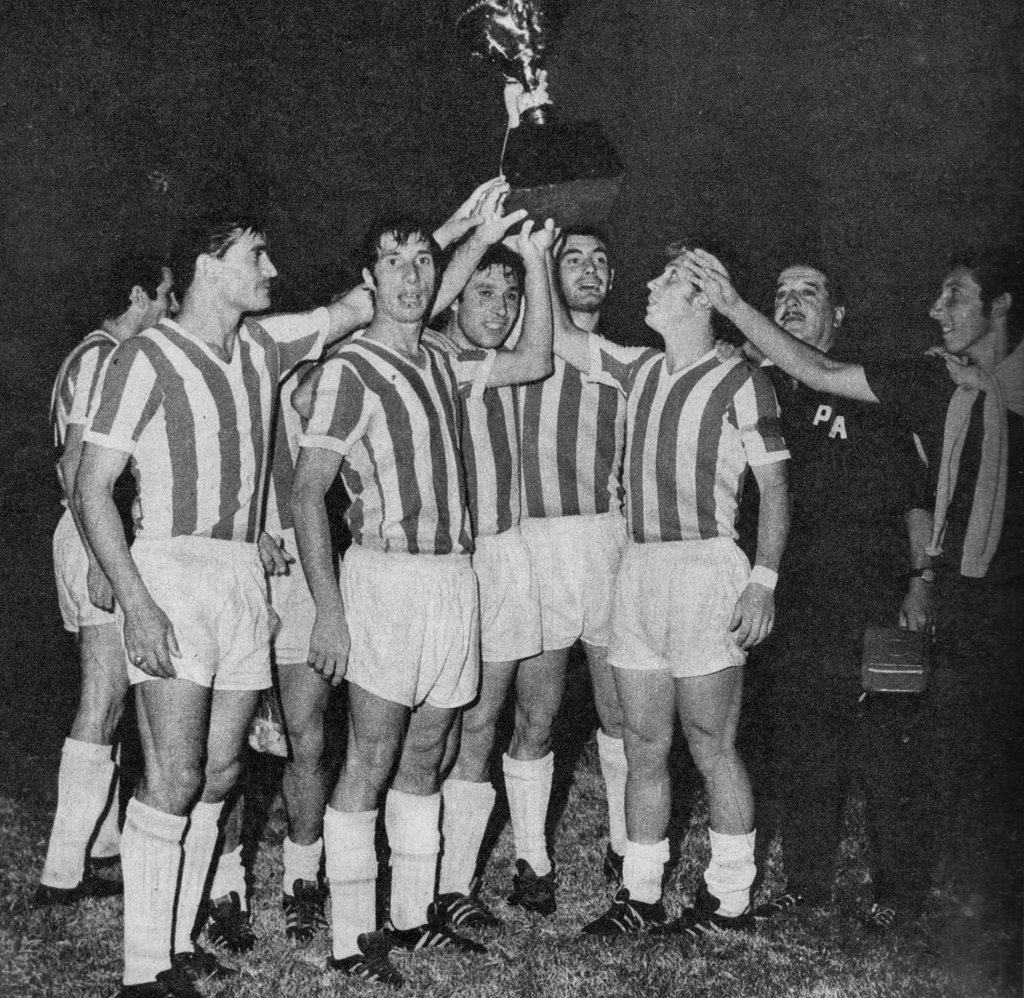
Celebracions de la Copa Libertadores de 1969, revista El Gráfico

Durant els anys 50 destacà la presència del davanter Manuel Pellegrina, màxim golejador de la història del club amb 221 gols. L'any 1967 guanyà el campionat Metropolitano, el seu primer campionat professional. Guanyà la Copa Libertadores de América entre els anys 1968 i 1970, i la Copa Intercontinental de futbol de l'any 1968 en derrotar el Manchester United anglès. L'any 1969, també guanyà la Copa Interamericana.
L'any 1982 guanyà un nou campionat Metropolitano i l'any següent vencé al campionat Nacional. El 1994 baixà de categoria, però retornà a primera la següent temporada. Al club es formaren destacats jugadors argentins com Juan Sebastián Verón, Martín Palermo, Luciano Galletti, Bernardo Romeo, Ernesto Farias o Mariano Pavone. El seu darrer èxit arribà l'any 2006, amb Diego Simeone a la banqueta. Estudiantes guanyà el torneig Apertura després de derrotar el Boca Juniors per 2-1 en el partit de desempat pel títol del campionat.

## Estadi

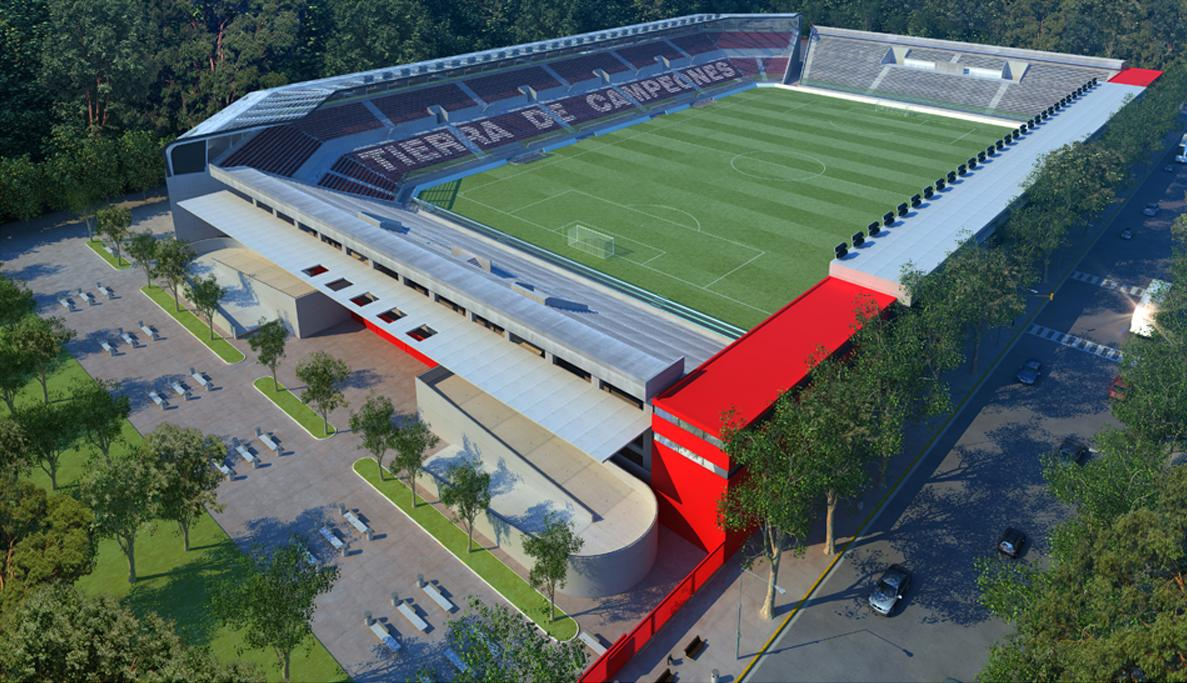
Projecte del nou estadi d'Estudiantes

L'estadi Jorge Luis Hirschi, situat a la Primera Avinguda, és la seu del club. Porta el nom d'un expresident del club entre 1927 i 1932. Té una capacitat de 23.000 espectadors, tot i que inicialment en tenia per a 28.000. Fou inaugurat el 25 de desembre de 1907.
Actualment, el seu estadi es troba clausurat i està obert un litigi amb l'ajuntament per la seva reestructuració. L'any 2006 se signà un acord amb l'ajuntament per a la construcció d'un nou estadi al mateix emplaçament on està situat l'actual amb capacitat per a 20.000 espectadors, amb el compromís d'usar l'estadi Ciudad de La Plata (on actualment juga com a local) en els partits de major convocatòria. Està prevista la seva inauguració l'any 2008.
Per als partits internacionals acostuma a jugar a l'estadi del Boca Juniors, La Bombonera.

## Palmarès
- 4 Copa Libertadores de América: 1968, 1969, 1970, 2009
- 1 Copa Intercontinental: 1968
- 1 Copa Interamericana: 1969
- 5 Lliga argentina de futbol: 1913, Metropolitano 1967 i 1982; Nacional 1983, Apertura 2006
- 1 Copa Riu de La Plata: 1913
- 1 Lligueta Pre-Libertadores: 1976
- 3 Lliga argentina de segona divisió: 1911, 1954, 1994/95

## Jugadors destacats
| - Miguel Lauri - Alejandro "Conejo" Scopelli - Alberto Zozaya - Manuel Ferreyra - Enrique Guaita - Armando Nery - Saúl Calandra - Roberto Sbarra - Raúl Sbarra - Héctor Castro - Juan José Negri - Alberto Bouché - Gabriel Ogando - Ricardo Infante - Walter Garcerón - Juan Urriolabeitia | - "Fello" Meza Ivankovich - Héctor "El Cochero" Antonio - Manuel Pellegrina - Alberto Poletti - Ramón Aguirre Suárez - Eduardo Luján Manera - Eduardo Flores - Marcos Conigliaro - Juan Echecopar - Óscar Malbernat - Carlos Salvador Bilardo - Raúl Madero - Carlos Pachamé - Juan Ramón Verón - Vicente Pernía | - Ignacio Peña - Rubén Óscar Pagnanini - Rubén Horacio Galletti - Franco Frasoldatti - Alfredo Letanú - Sergio Fortunato - Patricio Hernández - Abel Ernesto Herrera - José Luis Brown - Miguel Angel Russo - Julián Camino - Alejandro Sabella - Hugo Ernesto Gottardi - Guillermo Trama - Marcelo Antonio Trobbiani | - José Daniel Ponce - Néstor Craviotto - Rubén Capria - Martín Palermo - José Luis Calderón - Carlos Bossio - Juan Sebastián Verón - Luciano Galletti - Lionel Scaloni - Edgardo Prátola - Ernesto Farías - José Sosa - Juan Ángel Krupoviesa - Marcelo Carrusca - Mariano Pavone |